# Kunsten at være Mlabri
Kunsten at være Mlabri er en dansk dokumentarfilm fra 2007, der er instrueret af Janus Billeskov Jansen og Signe Byrge Sørensen efter manuskript af førstnævnte. Filmen indgår i antologien Voices of the World om sprogets betydning for folk i hele verden.

## Handling
Der er 320 mlabrier tilbage i verden. De er de sidste, som taler sproget mlabri. Indtil for nylig levede de isoleret i junglen i det nordlige Thailand. Nu forlader de første børn deres forældre, for at tage på kostskole inde i byen. Det gør de voksne bange og splittede. For hvordan bevarer man sit sprog, når alting forandres? Og hvordan bliver man integreret uden at miste sin identitet?